# Râle à bec peint
Neocrex erythrops
Espèce
Statut de conservation UICN

 LC  : Préoccupation mineure
Le Râle à bec peint (Neocrex erythrops  syn.: Mustelirallus erythrops) est une espèce d'oiseaux de la famille des Rallidae.

## Description

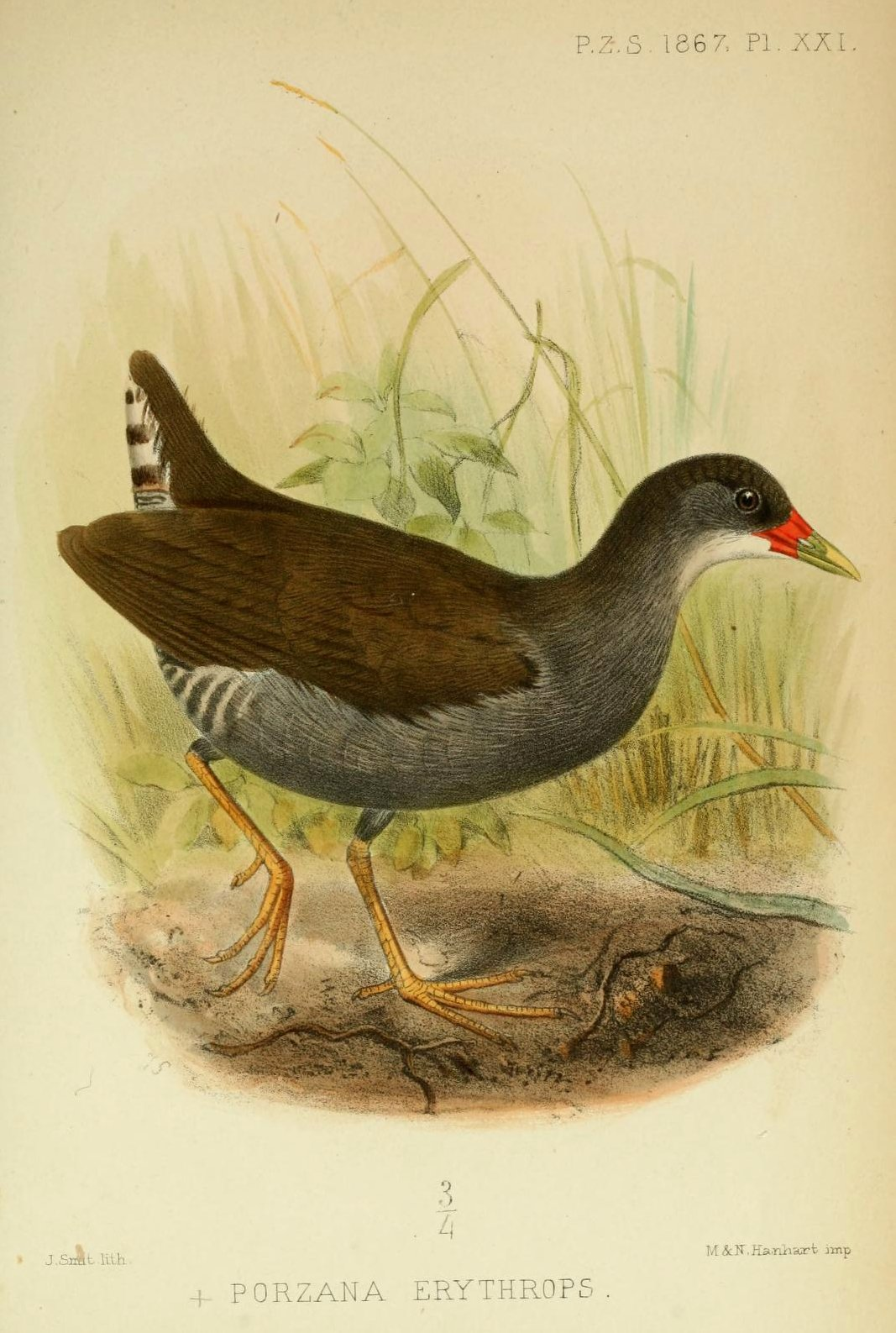

Son aire discontinue s'étend à travers le sud de l'Amérique centrale et la moitié nord de l'Amérique du Sud.